# Maximiliano Cuberas
Maximiliano Pablo Cuberas (Villada, 16 de agosto de 1973) es un exfutbolista argentino. Se desempeñaba como defensor o mediocampista y su primer club fue Rosario Central. Actualmente integra el cuerpo técnico de Luis Zubeldía.

## Carrera
Jugador que se desempeñaba por el sector izquierdo, ya sea en el mediocampo como en la defensa, 
debutó en la primera canalla el 5 de julio de 1992, ante Deportivo Mandiyú, con victoria de Central 3-2, cotejo correspondiente a la última fecha del Torneo Clausura; el técnico del elenco auriazul era Eduardo Solari. Para la temporada siguiente pasó a Colón, donde jugó cuatro años, habiendo conseguido el ascenso a Primera División en 1995. Luego de un gran rendimiento en el Torneo Clausura 1997, retornó a Central, cuando el equipo era dirigido por Miguel Ángel Russo. Se consolidó como titular y pasó a ser pieza fundamental del equipo, en especial durante las tres temporadas de la era Bauza, jugando varios torneos internacionales y destacándose en ellos. Fue subcampeón tanto de la Copa Conmebol 1998 como del Apertura 1999; también fue semifinalista de la Copa Libertadores 2001. En total vistió la camiseta auriazul en 145 ocasiones y marcó 11 goles. 
En 2001 le llegó la oportunidad de emigrar, y partió a Toluca de México. En el cuadro choricero jugó tres temporadas y consiguió ser campeón del Apertura 2002, la Copa Campeón de Campeones de México 2003 y la Copa de Campeones de la Concacaf 2003. En 2004 retornó a Argentina y jugó en Lanús, cerrando su carrera en Ferro Carril Oeste.

## Clubes
| Club               | País      | Año       |
| ------------------ | --------- | --------- |
| Rosario Central    | Argentina | 1992-1993 |
| Colón              | Argentina | 1993-1997 |
| Rosario Central    | Argentina | 1997-2001 |
| Deportivo Toluca   | México    | 2001-2004 |
| Lanús              | Argentina | 2004-2006 |
| Ferro Carril Oeste | Argentina | 2006-2008 |

## Palmarés

### Campeonatos internacionales
| Título                           | Equipo           | País   | Año  |
| -------------------------------- | ---------------- | ------ | ---- |
| Copa de Campeones de la Concacaf | Deportivo Toluca | México | 2003 |

### Campeonatos nacionales
| Título                     | Equipo           | País      | Año    |
| -------------------------- | ---------------- | --------- | ------ |
| Ascenso a Primera División | Colón            | Argentina | 1995   |
| Primera División de México | Deportivo Toluca | México    | A-2002 |
| Campeón de Campeones       | Deportivo Toluca | México    | 2003   |